# Chrysoprasis aeneicollis
Chrysoprasis aeneicollis är en skalbaggsart som först beskrevs av Jean Baptiste Lucien Buquet 1844.  Chrysoprasis aeneicollis ingår i släktet Chrysoprasis och familjen långhorningar. Inga underarter finns listade i Catalogue of Life.